# 대청족
대청족(大靑族, 학명: Isatideae 이사티데아이[*])은 배추과의 족이다.

## 하위 분류
- 대청속(Isatis Tourn. ex L.)
- 장수냉이속(Myagrum L.)
- Chartoloma Bunge
- Glastaria Boiss.
- Goerkemia Yild.
- Schimpera Steud. & Hochst. ex Endl.